# EXIT TUNES PRESENTS Vocaloconnection feat.하츠네 미쿠
〈EXIT TUNES PRESENTS Vocaloconnection feat.하츠네 미쿠〉(엑시트 튠즈 프레젠트 보카로 커넥션 페트 하츠네 미쿠)는 2012년 8월 1일 발매된 하츠네 미쿠를 비롯한 음성 합성 프로그램을 보컬로 쓴 곡들을 모아놓은 컴필레이션 앨범이다. 발매는 EXIT TUNES, 판매는 포니 캐니언이 맡았다.
캐치 프레이즈는 〈하츠네 미쿠, 이어지는 기적 연주하는 미래〉